# Sayalonga
Sayalonga település Spanyolországban, Málaga tartományban. Sayalonga Algarrobo, Arenas, Canillas de Albaida, Árchez, Cómpeta, Torrox és Vélez-Málaga községekkel határos. Lakosainak száma 1646 fő (2024).

## Népesség
A település népessége az elmúlt években az alábbi módon változott:
| Lakosok száma | 1196 | 1331 | 1490 | 1564 | 1564 | 1512 | 1579 | 1681 | 1641 | 1646 |
|               | 2001 | 2004 | 2007 | 2009 | 2012 | 2014 | 2017 | 2019 | 2022 | 2024 |